# Sugiyamaella smithiae
Sugiyamaella smithiae är en svampart som först beskrevs av Gim.-Jurado, och fick sitt nu gällande namn av Kurtzman & Robnett 2007. Sugiyamaella smithiae ingår i släktet Sugiyamaella och familjen Trichomonascaceae.   Inga underarter finns listade i Catalogue of Life.